# Товака
Товака (Chamaeza) — рід горобцеподібних птахів родини мурахоловових (Formicariidae). Включає 6 видів.

## Поширення
Рід поширений в субтропічних і тропічних регіонах Південної Америки. Мешкає у вологих лісах з густим підліском.

## Опис
Невеликі птахи завдовжки 19-22,5 см, схожі на піт. Тіло пухке з короткими закругленими крилами, довгими і сильними ніжками і коротким квадратним хвостом. Оперення, в основному, темно-коричневого забарвлення з білим черевом.

## Спосіб життя
Трапляються у дощових та алювіальних лісах. Моногамні птахи, які живуть парами. Проводять більшу частину часу на землі, полюючи на комах та інших дрібних тварин. Під час репродуктивного періоду обидві статі співпрацюють на різних стадіях розмноження, включаючи висиджування.

## Види
- Товака бурогуза (Chamaeza campanisona)
- Товака-самітник (Chamaeza meruloides)
- Товака смугаста (Chamaeza mollissima)
- Товака велика (Chamaeza nobilis)
- Товака рудохвоста (Chamaeza ruficauda)
- Товака середня (Chamaeza turdina)